# カステル・ジョルジョ
カステル・ジョルジョ（伊: Castel Giorgio）は、イタリア共和国ウンブリア州テルニ県にある、人口約2,000人の基礎自治体（コムーネ）。

## 地理

### 位置・広がり
テルニ県北西部のコムーネ。

#### 隣接コムーネ
隣接するコムーネは以下の通り。括弧内のVTはヴィテルボ県所属を示す。
- アックアペンデンテ (VT)
- ボルセーナ (VT)
- カステル・ヴィスカルド
- オルヴィエート
- サン・ロレンツォ・ヌオーヴォ (VT)

### 気候分類・地震分類
カステル・ジョルジョにおけるイタリアの気候分類 (it) および度日は、zona E, 2382 GGである。
また、イタリアの地震リスク階級 (it) では、zona 3 (sismicità bassa) に分類される。